# 2012 UW158
2012 UW158 — небольшой околоземный астероид из группы аполлонов. Его диаметр составляет около 100 м, средняя орбитальная скорость — около 17 км/с, минимальное расстояние пересечения орбиты и орбиты Земли — 0,02418 а. е. (3,6 млн км). Оборот вокруг солнца совершает за 3,36 года.
Обнаружен Каталинским небесным обзором 25 октября 2012 года. Исходя из характеристик орбиты, потенциально опасным для Земли не является.